# Giancarlo Fisichella
Giancarlo Fisichella (* 14. ledna 1973, Řím) je bývalý italský pilot Formule 1, známý také pod přezdívkou Fisico nebo Fisi. Testuje pro tým Scuderia Ferrari a předtím kromě Ferrari jezdil za týmy Force India, Renault, Sauber, Jordan, Benetton a Minardi. Celkem vyhrál tři závody, první po chaotické Grand Prix Brazílie v roce 2003, kde se ještě po závodě nevědělo, kdo vyhrál. Fisichella byl uznán jako vítěz až následující týden a ocenění dostal na další velké ceně. Do týmu Renault přišel v roce 2005, kde v kokpitu vystřídal Jarna Trulliho a první závod v novém týmu vyhrál v Austrálii roku 2005. Vítězství v sezóně ale už zopakovat nedokázal a byl tak zastíněn mistrem světa a stájovým kolegou, Fernandem Alonsem. Fisichella také vlastnil od roku 2005 do roku 2009 svůj tým FMS International, který jezdil v sérii GP2.

## Osobní
Giancarlo je ženatý se svou manželkou Lunou a spolu mají dvě děti, Carlottu a Christophera.
Po třetím místě v Grand Prix Japonska 2006, věnoval Fisichella své umístění svému nejlepšímu příteli, Tonino Viscianimu, který ve čtvrtek před závodem zemřel na selhání srdce.

## Kariéra před formulí 1
Jako většina jezdců F1, začal i Fisichella na motokárách. To bylo v roce 1984 v národním šampionátu minimotokár (60 cm³) a hned v úvodní sezóně byl k neporažení, zvítězil v 12 závodech. O rok později se stal mistrem Itálie ve třídě kadet, a titul dokázal obhájit i v letech 1986 a 1987. V roce 1988 se stal mistrem světa na motokárách. Ve vítězném tažení pokračoval i v roce 1989 a v evropském šampionátu skončil na druhém místě, na mistrovství světa byl až čtvrtý, ale zazářil v prestižním závodě motokár v Hongkongu. V následujících letech skončil pátý v italském mistrovství motokár, na mistrovství Evropy motokár byl druhý a zvítězil v mistrovství formule Alfa. Roku 1992 přešel do závodního vozu RC Motorsport a startoval v Italské Formuli 3 hned ve své první sezóně dokázal zvítězit v Imole a zajistil si tak 8. pozici v celkovém pořadí. V následující sezóně byl již druhý, když dokázal zajet pole position v Monaku a v samotném závodě dojel na druhém místě, navíc obsadil třetí místo na Mistrovství Evropy motokár. Rok 1994 mu přinesl vysněný titul mistra Itálie Formule 3 s 309 body a deseti vítězstvími. V témže roce dokázal zvítězit v Monaku a Macau, které byly výborně obsazenými závody. Navíc v Britském šampionátu formule 3 získával 10 bodů a skončil na 16 místě. V roce 1995 opustil formulové vozy a zkoušel štěstí v cestovních vozech, v seriálu DTM s vozem Alfa Romeo, ale získal pouze 30 bodů a to stačilo jen na 15. místo.

## Formule 1

### 1996: Minardi
Koncem roku 1995 přišla fantastická nabídka od Minardi k testování vozu. Fisichella svými výkony přesvědčil vedení týmu a v roce 1996 ho Minardi angažovalo jako jezdce. Nejel však ale úplně celou sezónu, Minardi totiž potřebovalo jezdce, který by přinesl nějaké finance a Fisichella byl v průběhu sezóny nahrazen Giovannim Lavaggim. Stihl se věnovat i cestovním vozům a v seriálu ITC s Alfou Romeo skončil na celkovém 6. místě se 139 body.

### 1997: Jordan
Pro rok 1997 ho angažoval Eddie Jordan, do svého týmu Jordan. Fisichellovým týmovým kolegou se stal mladší bratr Michaela Schumachera, Ralf, který byl šampiónem Formule Nippon. A při Grand Prix Kanady vystoupal Fisichella poprvé na stupně vítězů. Na okruhu Hockenheimring měl Fisichella blízko k vítězství, ale střet s Gerhardem Bergerem znamenal konec snu o vítězství, na který si musel počkat ještě šest let. Svůj talent předvedl Fisichella i v deštivém závodě v Belgii, kde skončil druhý za Michaelem Schumacherem. Po tomto závodě, podepsal Fisichella smlouvu pro rok 1998 s týmem Benetton.

### 1998–2001: Benetton

#### 1998
Fisichella však nepřišel do týmu Benetton právě ve vhodnou dobu, dodavatel motorů Renault oznámil odchod z F1 a Benetton byl bez motorů. Používal tak vylepšené verze z roku 1997. Přesto ale Fisichella skončil druhý v Kanadě a Monaku, a právě v Kanadě, kdy opět útočil na vítězství, přišel problém s převodovkou, který ho zpomalil. V závodě v Rakousku, získal Fisichella své první pole position. Ale střet s Jeanem Alesim ho stál dobrý výsledek v závodě. V druhé polovině sezóny už se projevila slabost týmu Benetton a Fisichella získal už jen další 2 body.

#### 1999
Rok 1999 byl v mnoha věcech podobný tomu předchozímu. Opět skončil druhý v Monaku a zase mu jen o vlásek uniklo vítězství. Tentokrát to bylo v Grand Prix Evropy, kde havaroval a odstoupil z prvního místa. Opět se projevila Giancarlova smůla na vítězství, která trvala ještě další čtyři roky, protože závod v Evropě byl asi největší šancí na zisk vítězství.

#### 2000–2001
Sezóna 2000 opět začala pro Fisichellu velice slibně. Opět dokázal vystoupat na stupně vítězů: byl druhý v Brazílii a třetí v Kanadě a v Monaku. Druhá polovina ale už jako tradičně znamenala úpadek ve výkonu Benettonu a Fisichella už nezískal ani bod. Giancarlo ale zastínil týmového kolegu Alexandera Wurze, který tým po sezóně opustil. Nahradil ho mladý Brit Jenson Button. Dodavatel motorů Renault se opět vrátil k Benettonu, ale vše bylo dohodnuto asi příliš pozdě a tým bojoval v celé sezóně se slabými týmy Minardi a Prost. Fisichella bodoval jen třikrát, ale vystoupil na stupně vítězů ve velké ceně Belgie. To už byl u týmu Mike Gascoyne. Jeho výsledky ale moc Benetton neuspokojily a tak přešel Giancarlo na rok 2002 do týmu Jordan.

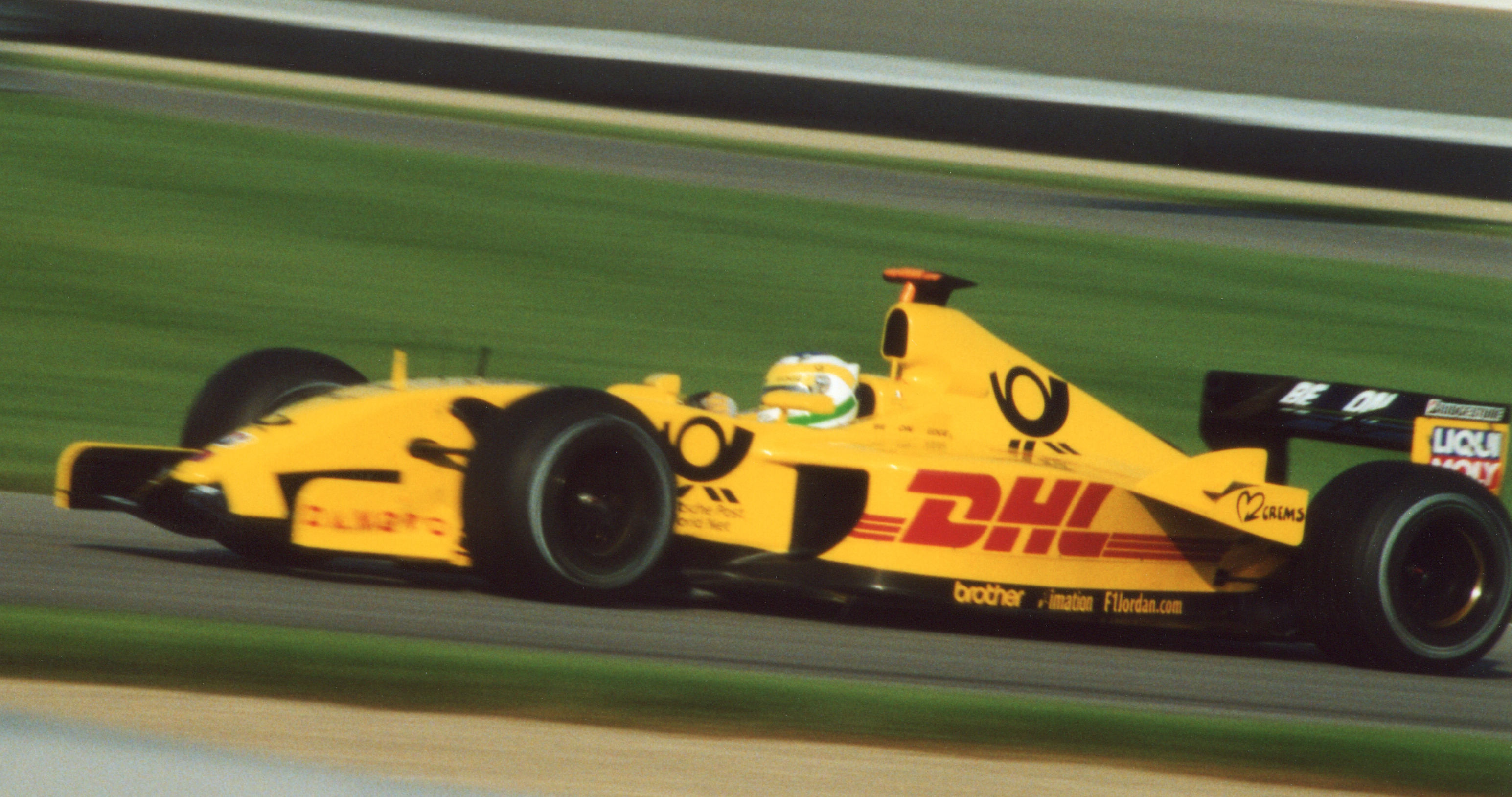
Fisichella s Jordanem při Grand Prix USA 2002.

### 2002–2003: Jordan
V sezóně 2002 získal Fisichella jen 7 bodů, jelikož Jordan s motory Honda nebyl příliš konkurenceschopný a zlaté časy Frentzena byly nenávratně pryč. Honda přestala Jordanu dodávat motory a pro rok 2003 se stal dodavatelem Ford. Fisichella u týmu zůstal. Stále se však tým nedokázal vyhrabat z chvostu pole. Přesto dokázal Giancarlo poprvé zvítězit. Bylo to v Brazílii, kde se spustil obrovský liják. Závod musel být po kolizi Alonsa s Webberem zastaven a vítězem byl vyhlášen Kimi Räikkönen na McLarenu. Po neshodách, které kolo se vlastně bude počítat jako poslední, byl ale nakonec označen jako vítěz Fisichella a trofej pro vítěze dostal až v dalším závodě v Imole. Ital však dokázal bodovat už jen jednou v sezóně,když skončil sedmý na okruhu Indianapolis.

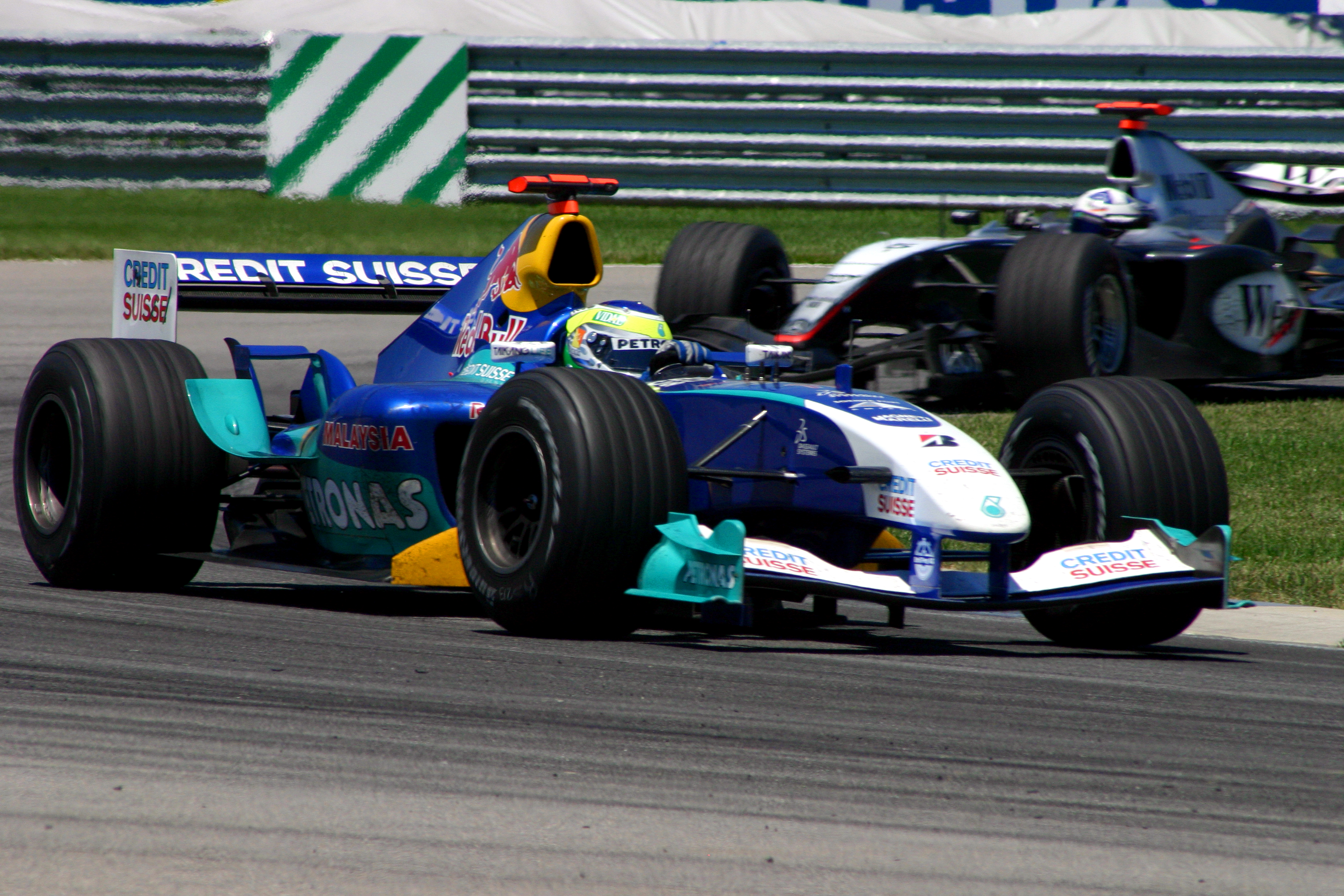
Fisichella se Sauberem při Grand Prix USA 2004.

### 2004: Sauber
Nespokojen s týmem Jordan, odešel Fisichella na rok 2004 do týmu Sauber a doufal, že tady se mu povede lépe, když Sauberu byly dodávány motory Ferrari. Fisichella jezdil po celý rok docela dobře, hodně krát bodoval a porážel celkem pravidelně týmového kolegu Felipe Massu. Tady si ho opět vyhlídl šéf týmu Renault (dříve jako Benetton), Flavio Briatore a podepsal s Fisichellou smlouvu na rok 2005, jako stájový kolega Fernanda Alonsa.

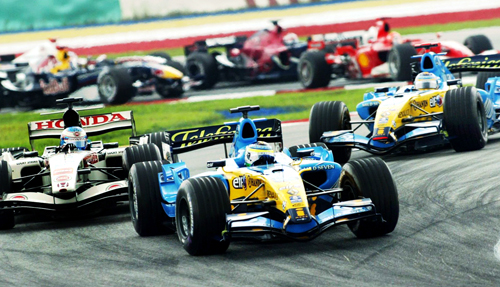
Fisichella vyhrál při Grand Prix Malajsie 2006 poprvé s týmem Renault.

### 2005–2007: Renault

#### 2005
Fisichella hned vyhrál v prvním závodě v Austrálii a vypadalo to na dobrou sezónu. Giancarlo však výrazně zaostával za Alonsem, i kola zajížděl pomalejší. Také ho provázely technické potíže a tak na stupně vítězů vystoupal až ke konci sezóny v Itálii a Japonsku. V Japonsku ale přišel o vítězství až v posledním kole, kde neudržel za zády McLaren Kimiho Räikkönena. Fisichellovy a Alonsovy výsledky však stačily k tomu, aby Renault vyhrál pohár konstruktérů před týmem Ferrari, který dominoval předchozích 6 sezón.

#### 2006

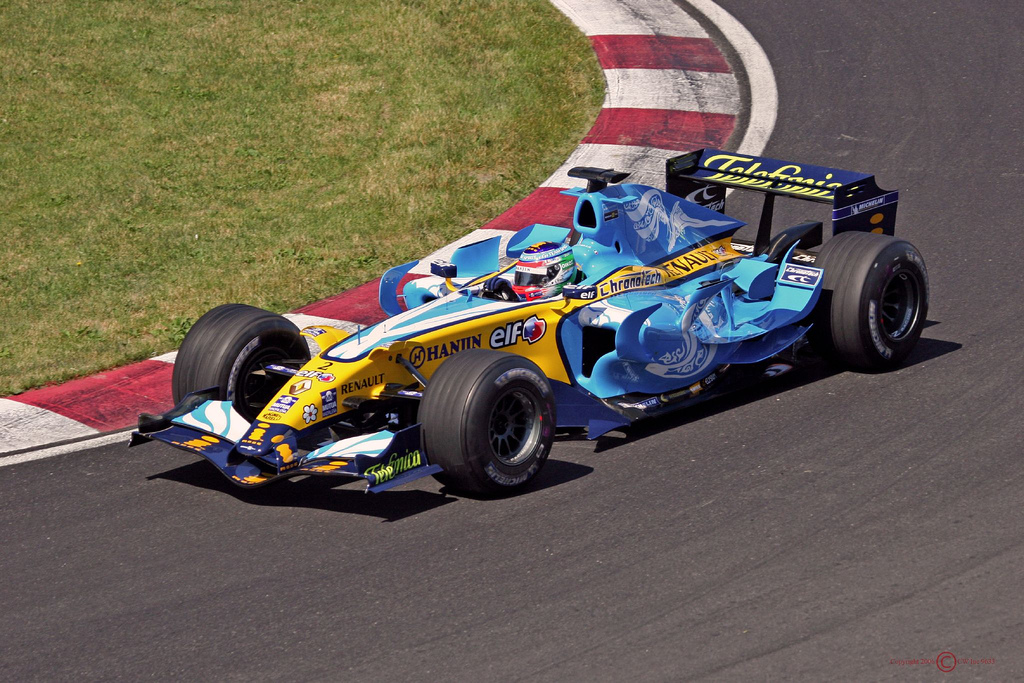
Fisichella v Grand Prix Kanady.

Rok 2006 opět začal dobře. Fisichella vyhrál v Grand Prix Malajsie 2006, kde startoval z pole position. Ale pak se mu už zase tolik nedařilo, ve dvou kvalifikacích po sobě, skončil až za první desítkou. V Monaku dostal dokonce penalizaci, za blokování Davida Coultharda. To všechno znamenalo, že byl opět zastíněn mladším Fernandem Alonsem. Ale dobré výsledky v druhé polovině sezóny, včetně druhého místa za Alonsem v Grand Prix USA znamenaly, že pro Fisichellu byl rok 2006 nejlepší v F1: skončil čtvrtý v poháru jezdců, s 72 body, jedním vítězstvím a pěti pódiovými umístěními.

#### 2007

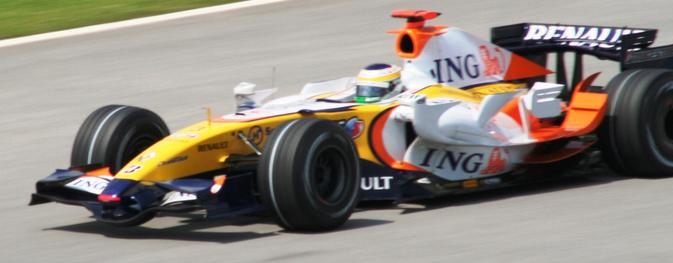
Fisichella převzal roli týmové jedničky v týmu Renault pro rok 2007.

Po odchodu Fernanda Alonsa do McLarenu, se stal Fisichella jedničkou v týmu a dostal k sobě bývalého testovacího jezdce, Fina Heikki Kovalainena. Testovacím jezdcem se stal Nelson Piquet Jr. Tým měl nové sponzory, po zákazu sponzorů tabákových výrobků, a byly předvedeny i nové barvy: bílá, oranžová, tmavě modrá a tradiční žlutá.
Renault už ale neprokazoval takovou rychlost jako v předchozích dvou letech. Také se na tom možná podepsala nucená výměna dodavatele pneumatik, když z F1 odešel Michelin a všechny týmy musely přestoupit na pneumatiky Bridgestone. V prvních závodech se Fisichellovi vedlo lépe než nováčkovi a týmovému kolegovi Kovalainenovi, ale v Kanadě a USA mladý Fin Fisichellu porazil. Už před Španělskou Grand Prix to vypadalo, že Renault už by mohl být konečně rychlejší, ale série problémů s palivem oba jezdce stála dobré umístění. V Kanadě byl Giancarlo diskvalifikován, společně s Felippem Massou, za opuštění pit lane při červeném světle, když se ostatní vozy řadily za safety carem. Později se ukázalo, že Fisichella se vyhýbal ostatním vozům v pit lane a červené světlo nezaregistroval. V druhé polovině sezóny se Giancarlovi už moc nedařilo a byl porážen svým stájovým kolegou Kovalainenem. Celkově byl klasifikován jako osmý, když nasbíral 21 bodů.

### 2008–2009: Force India

#### 2008
Dne 10. ledna 2008 byl oficiálně oznámen podpis nové dvouleté smlouvy mezi jezdcem Giancarlem Fisichellou a indickou stájí Force India. Jeho týmovým kolegou byl Adrian Sutil.
Sezóna nezačala pro Fisichellu v podprůměrném týmu zas až tak špatně. Ale po třech solidních umístěních přišly 3 výpadky a dále už jen mizivé výsledky. Force India je bohužel evidentně nejslabším týmem a momentálně není schopný konkurovat kterémukoliv jinému týmu.
Jediné pozitivum tak může být vstup do tzv. klubu "200". Giancarlo se totiž stal 9. pilotem, který pokořil hranici 200 startů v Grand Prix. Stalo se tak při Grand Prix Monaka 2008.

#### 2009
Force India a Fisichella se na začátku sezóny docela trápila. Při VC Německa Force India nasadila nové dily. Při VC Belgie přišel zlom, Giancarlo překvapivě v kvalifikaci získává Pole Postion! V závodě dokončuje na 2. místě s malou ztrátou na 1. Kimiho Raikkonena. Po VC Belgii se spekulovalo, že Ferrari projeví o Fisichellu zájem. Stalo se tak týden před VC Itálie. Není jasné, jestli se Fisichella vrátí zpět do Force India.

### 2009-: Ferrari

#### 2009
Po havárii Felipeho Massy a nepříliš podařeném působení testovacího pilota Luky Badoera byl Fisichella povolán od GP Itálie do Ferrari jako náhradník. Tím si Giancarlo splnil dětský sen.

## Kompletní výsledky ve Formuli 1
| Legenda k tabulce | Legenda k tabulce                                                                       |
| Barva             | Výsledek                                                                                |
| ----------------- | --------------------------------------------------------------------------------------- |
| Zlatá             | Vítěz                                                                                   |
| Stříbrná          | 2. místo                                                                                |
| Bronzová          | 3. místo                                                                                |
| Zelená            | Bodované umístění                                                                       |
| Modrá             | Nebodované umístění                                                                     |
| Modrá             | Dokončil neklasifikován (NC)                                                            |
| Fialová           | Odstoupil (Ret)                                                                         |
| Červená           | Nekvalifikoval se (DNQ)                                                                 |
| Červená           | Nepředkvalifikoval se (DNPQ)                                                            |
| Černá             | Diskvalifikován (DSQ)                                                                   |
| Bílá              | Nestartoval (DNS)                                                                       |
| Bílá              | Závod zrušen (C)                                                                        |
| Světle modrá      | Pouze trénoval (PO)                                                                     |
| Světle modrá      | Páteční testovací jezdec (TD)                                                           |
| Bez barvy         | Netrénoval (DNP)                                                                        |
| Bez barvy         | Vyřazen (EX)                                                                            |
| Bez barvy         | Nepřijel (DNA)                                                                          |
| Bez barvy         | Odvolal účast (WD)                                                                      |
| Bez barvy         | Nezúčastnil se (prázdné)                                                                |
| Označení          | Význam                                                                                  |
| Tučnost           | Pole position                                                                           |
| Kurzíva           | Nejrychlejší kolo                                                                       |
| †                 | Jezdec nedojel do cíle, ale byl klasifikován, protože odjel více než 90 % délky závodu. |
| ‡                 | Byl udělován poloviční počet bodů, protože bylo odjeto méně než 75 % délky závodu.      |
| Horní index       | Umístění bodujících jezdců ve sprintu                                                   |

| Rok  | Tým                                  | Šasi              | Motor                              | 1       | 2       | 3       | 4       | 5       | 6       | 7       | 8       | 9       | 10      | 11      | 12      | 13      | 14      | 15      | 16      | 17      | 18     | 19    | Body | Umístění  |
| ---- | ------------------------------------ | ----------------- | ---------------------------------- | ------- | ------- | ------- | ------- | ------- | ------- | ------- | ------- | ------- | ------- | ------- | ------- | ------- | ------- | ------- | ------- | ------- | ------ | ----- | ---- | --------- |
| 1996 | Minardi Team SpA.                    | Minardi M195B     | Ford Cosworth ED 3.0 V8            | AUS Ret | BRA     | ARG     | EUR 13  | SMR Ret | MON Ret | ESP Ret | CAN 8   | FRA Ret | GBR 11  | GER     | HUN     | BEL     | ITA     | POR     | JPN     |         |        |       | 0    | NC        |
| 1997 | Benson & Hedges Total Jordan Peugeot | Jordan 197        | Peugeot A14 3.0 V10                | AUS Ret | BRA 8   | ARG Ret | SMR 4   | MON 6   | ESP 9   | CAN 3   | FRA 9   | GBR 7   | GER 11† | HUN Ret | BEL 2   | ITA 4   | AUT 4   | LUX Ret | JPN 7   | EUR 11  |        |       | 20   | 8. místo  |
| 1998 | Mild Seven Benetton Playlife         | Benetton B198     | Playlife GC37-01 3.0 V10           | AUS Ret | BRA 6   | ARG 7   | SMR Ret | ESP Ret | MON 2   | CAN 2   | FRA 9   | GBR 5   | AUT Ret | GER 7   | HUN 8   | BEL Ret | ITA 8   | LUX 6   | JPN 8   |         |        |       | 16   | 9. místo  |
| 1999 | Mild Seven Benetton Playlife         | Benetton B199     | Playlife FB01 3.0 V10              | AUS 4   | BRA Ret | SMR 5   | MON 5   | ESP 9   | CAN 2   | FRA Ret | GBR 7   | AUT 12† | GER Ret | HUN Ret | BEL 11  | ITA Ret | EUR Ret | MAL 11  | JPN 14† |         |        |       | 13   | 9. místo  |
| 2000 | Mild Seven Benetton Playlife         | Benetton B200     | Playlife FB02 3.0 V10              | AUS 5   | BRA 2   | SMR 11  | GBR 7   | ESP 9   | EUR 5   | MON 3   | CAN 3   | FRA 9   | AUT Ret | GER Ret | HUN Ret | BEL Ret | ITA 11  | USA Ret | JPN 14  | MAL 9   |        |       | 18   | 6. místo  |
| 2001 | Mild Seven Benetton Renault          | Benetton B201     | Renault RS21 3.0 V10               | AUS 13  | MAL DNF | BRA 6   | SMR Ret | ESP 14  | AUT Ret | MON Ret | CAN Ret | EUR 11  | FRA 11  | GBR 13  | GER 4   | HUN Ret | BEL 3   | ITA 10  | USA 8   | JPN 17† |        |       | 8    | 11. místo |
| 2002 | DHL Jordan Honda                     | Jordan EJ12       | Honda RA002E 3.0 V10               | AUS Ret | MAL 13  | BRA Ret | SMR Ret | ESP Ret | AUT 5   | MON 5   | CAN 5   | EUR Ret | GBR 7   | FRA DNS | GER Ret | HUN 6   | BEL Ret | ITA 8   | USA 7   | JPN Ret |        |       | 7    | 11. místo |
| 2003 | Benson & Hedges Jordan Ford          | Jordan EJ13       | Ford Cosworth RS1 (LK2003) 3.0 V10 | AUS 12† | MAL Ret | BRA 1   | SMR 15† | ESP Ret | AUT Ret | MON 10  | CAN Ret | EUR 12  | FRA Ret | GBR Ret | GER 13† | HUN Ret | ITA 10  | USA 7   | JPN Ret |         |        |       | 12   | 12. místo |
| 2004 | Sauber Petronas                      | Sauber C23        | Petronas 04A (Ferrari 053) 3.0 V10 | AUS 10  | MAL 11  | BHR 11  | SMR 9   | ESP 7   | MON Ret | EUR 6   | CAN 4   | USA 9†  | FRA 12  | GBR 6   | GER 9   | HUN 8   | BEL 5   | ITA 8   | CHN 7   | JPN 8   | BRA 9  |       | 22   | 11. místo |
| 2005 | Mild Seven Renault F1 Team           | Renault R25       | Renault RS25 3.0 V10               | AUS 1   | MAL Ret | BHR Ret | SMR Ret | ESP 5   | MON 12  | EUR 6   | CAN Ret | USA DNS | FRA 6   | GBR 4   | GER 4   | HUN 9   | TUR 4   | ITA 3   | BEL Ret | BRA 5   | JPN 2  | CHN 4 | 58   | 5. místo  |
| 2006 | Mild Seven Renault F1 Team           | Renault R26       | Renault RS26 2.4 V8                | BHR Ret | MAL 1   | AUS 5   | SMR 8   | EUR 6   | ESP 3   | MON 6   | GBR 4   | CAN 4   | USA 3   | FRA 6   | GER 6   | HUN Ret | TUR 6   | ITA 4   | CHN 3   | JPN 3   | BRA 6  |       | 72   | 4. místo  |
| 2007 | ING Renault F1 Team                  | Renault R27       | Renault RS27 2.4 V8                | AUS 5   | MAL 6   | BHR 8   | ESP 9   | MON 4   | CAN DSQ | USA 9   | FRA 6   | GBR 8   | EUR 10  | HUN 12  | TUR 9   | ITA 12  | BEL Ret | JPN 5   | CHN 11  | BRA Ret |        |       | 21   | 8. místo  |
| 2008 | Force India F1                       | Force India VJM01 | Ferrari 056 2.4 V8                 | AUS Ret | MAL 12  | BHR 12  | ESP 10  | TUR Ret | MON Ret | CAN Ret | FRA 18  | GBR Ret | GER 16  | HUN 15  | EUR 14  | BEL 17  | ITA Ret | SIN 14  | JPN Ret | CHN 17  | BRA 18 |       | 0    | 20. místo |
| 2009 | Force India Formula One Team         | Force India VJM02 | Mercedes-Benz FO 108W 2.4 V8       | AUS 11  | MAL 18† | CHN 14  | BHR 15  | ESP 14  | MON 9   | TUR Ret | GBR 10  | GER 11  | HUN 14  | EUR 12  | BEL 2   |         |         |         |         |         |        |       | 8    | 15. místo |
| 2009 | Scuderia Ferrari Marlboro            | Ferrari F60       | Ferrari 056 2.4 V8                 |         |         |         |         |         |         |         |         |         |         |         |         | ITA 9   | SIN 13  | JPN 12  | BRA 11  | ABU 16  |        |       | 8    | 15. místo |

### Výsledky v ostatních formulových kategoriích
| Sezóna | Série                 | Tým           | Vůz                                         | Závody | Vítězství | Pole Position | Podium | Body | Konečné umístění |
| 1992   | Formule 3 Itálie      | Jolly Club    | Ralt RT36-Alfa Romeo Dallara 392-Alfa Romeo | 8      | 1         | 0             | 1      | 11   | 8. místo         |
| 1993   | Formule 3 Itálie      | Jolly Club    | Dallara 393-Fiat                            | 12     | 2         | 0             | 4      | 36   | 3. místo         |
| 1994   | Formule 3 Itálie      | RC Motorsport | Dallara 394-Opel                            | 20     | 11        | 11            | 17     | 309  | 1. místo         |
| 1994   | Formule 3 V. Británie | RC Motorsport | Dallara 394-Opel                            | 1      | 0         | 0             | 0      | 10   | 16. místo        |

### Výsledky v kategorii cestovních vozů
| Sezóna | Série | Tým                    | Vůz                  | Závody | Vítězství | Pole Position | Podium | Body | Konečné umístění |
| 1995   | DTM   | Alfa Corse 2           | Alfa Romeo 155 V6 TI | 12     | 0         | 0             | 0      | 30   | 15. místo        |
| 1995   | ITCC  | Alfa Corse 2           | Alfa Romeo 155 V6 TI | 10     | 0         | 0             | 1      | 37   | 10. místo        |
| 1996   | ITCC  | Alfa Corse TV Spelfilm | Alfa Romeo 155 V6 TI | 24     | 0         | 0             | 6      | 139  | 6. místo         |

## Tituly
- 1984 Mistr Itálie (minimotokáry)
- 1985 Mistr Itálie (motokáry)
- 1986 Mistr Itálie (motokáry)
- 1987 Mistr Itálie (motokáry)
- 1988 Mistr světa (motokáry)
- 1990 Mistr Itálie (Formule Alfa Boxer)

### Vítězství
- 1989 Grand Prix Hongkong – Motokáry
- 1992 Grand Prix Imola – Formule 3
- 1994 Enna-Pergusa – Formule 3
- 1994 Enna-Pergusa – Formule 3
- 1994 Varano – Formule 3
- 1994 Varano – Formule 3
- 1994 Magione – Formule 3
- 1994 Binetto – Formule 3
- 1994 Vallelunga – Formule 3
- 1994 Magione – Formule 3
- 1994 Magione – Formule 3
- 1994 Misano – Formule 3
- 1994 Monako – Formule 3
- 1994 Macau – Formule 3
- 2003 Brazílie – Formule 1
- 2005 Austrálie – Formule 1
- 2006 Malajsie – Formule 1

## Fakta
- Fisichellův průměrný bodový zisk za závod je 1,24 bodu.

- Fisichellův průměrný bodový zisk za sezónu je 20,54 bodů.